# 富浦町
富浦町（とみうらまち）は、かつて千葉県安房郡に存在していた町。館山都市圏に属していた。
2006年（平成18年）、平成の大合併により廃止され、南房総市の一部となった。「富浦町」の名は、南房総市に含まれる旧町域の町丁の冠称として残っている。なお、現在（2018年時点）の南房総市役所は、旧富浦町役場の建物を利用している。
本項では、1889年の町村制施行により成立した富浦村（当初は平郡所属）、1933年に富浦村が町制を施行して成立した富浦町（初代）、1955年に初代富浦町と八束村が合併して成立した富浦町（2代目）について説明する。

## 地理

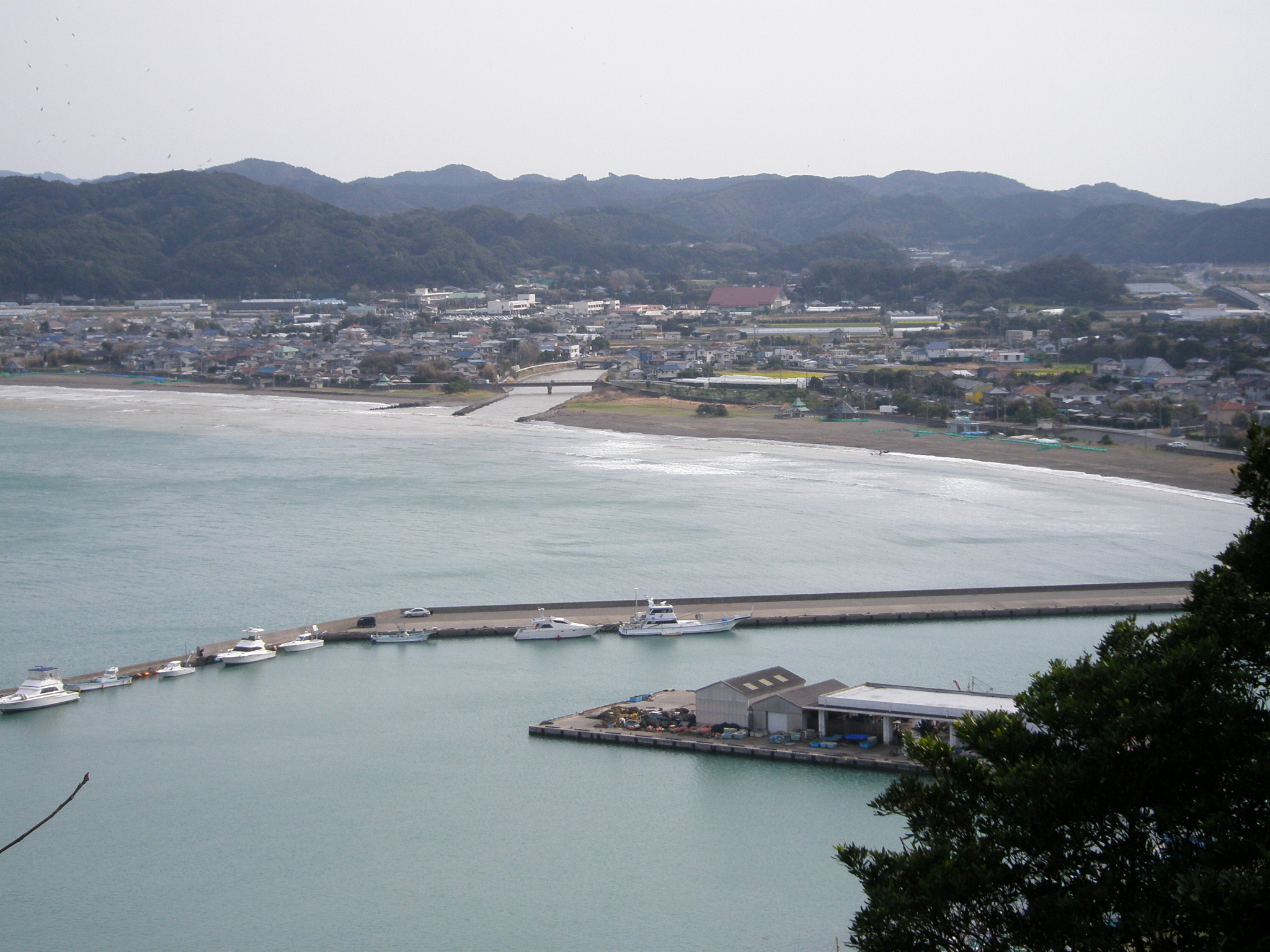
富浦地区（2007年）。大房岬から東方向（富浦湾側）を望む。手前に富浦漁港、中央奥から海に注ぐのが岡本川。岡本川の左手（北側）が原岡字岡本。岡本川の右手（南側）が多田良。

富浦町（以下、特に断りのない限り平成の大合併まで存在していた2代目富浦町を指す）は、房総半島の南部に位置していた町である。気候は温暖である。
町域の西側は、南北10kmにわたり東京湾（浦賀水道）に面し、残る三方を山に囲まれている。北部には木の根峠 (181m) を通る東西の山脈、東部には地区の最高点である青木山 (215m) を含み南北に走る200m級の山脈）、南部には堂山を通る東西の小丘陵がある。町域北部（豊岡以北）は数千年前から隆起を繰り返してきた段丘が形成され、山が迫る地形となっている。道路も狭隘で土砂崩れの危険性も多く、国道・鉄道ともに規制が多い。岡本川とその支流は東部（八束地区）に河岸段丘を、下流部に平野を作り出して富浦湾に注ぐ。
南西部で大房岬（たいぶさみさき）が浦賀水道に突き出ており、富浦湾を抱える（富浦湾の範囲は、大房岬の北端にあたる「多田良岬」と、町域北西部にある「南無谷岬」を結ぶ範囲とされる）。大房岬以南は館山湾（鏡ヶ浦）に面している。
富浦町の町域の西半分は初代富浦町（旧富浦村）の町域であり、東半分は旧八束村の村域である。1926年（大正15年）時点の富浦村は、北に木根峠を隔てて岩井村に、東は八束村に、南東は船形町に接していた:1046。当時は全村を多田良（ただら）・原岡（はらおか）・豊岡（とよおか）・南無谷（なむや）の4区に分けていた:1046。
南房総市においては、合併前の町村によって市域を7地区に分けており、旧富浦町の地域は「富浦地区」となる。南房総市社会福祉協議会では、小学校区や中学校区（おおむね町村制発足時の町村）をもとに市域を16地区に分けており（2018年現在）、旧富浦町の地域は「富浦地区」「八束地区」に分けられている。

### 合併前隣接していた自治体
- 館山市
- 安房郡：富山町、三芳村

## 歴史

### 前近代
1897年（明治30年）以前は平郡に属していた地域である。古くは多田良荘岡本郷に属していた。戦国時代には、里見氏が聖山（ひじりやま）一帯に岡本城を修築し、天然の良港を水軍の拠点として、北条氏に備えた。
元禄16年（1703年）の元禄地震では大津波に襲われた。

### 近現代

#### 町村制以前
1873年（明治6年）、塩入村・坂村が合併し豊岡村となる。1877年（明治10年）、原村・岡本村が合併し原岡村となる。1878年（明治11年）、千葉県に郡区町村編制法が施行されると、原岡村・多田良村・青木村は1つの連合（連合戸長役場）となり、豊岡村は南無谷村と連合した。1884年（明治17年）に戸長役場の管轄変更が行われた際に、青木村を除く4か村（原岡村・多田良村・豊岡村・南無谷村）が連合した。

#### 富浦村・富浦町（初代）
1889年（明治22年）、町村制施行に伴い、4か村が合併して富浦村が発足。「富浦」の名は、豊富な海産を願って新たに定められた村名である（瑞祥地名）。
1918年（大正7年）、木更津線（現在の内房線）安房勝山駅 - 那古船形駅間が延伸し、富浦駅が開業した。
1923年（大正12年）9月1日に発生した関東大震災においては、北条線（内房線）岩富トンネルが崩落した。
1933年（昭和8年）、町制を施行し、富浦町となる。

#### 富浦町（2代目）
昭和の大合併が進められていた1955年（昭和30年）、初代富浦町は東隣の八束村と合併し、改めて富浦町が発足した。富浦町役場は、青木地区（旧八束村）に置かれた。
2004年（平成16年）、富津館山道路の鋸南富山インターチェンジ - 富浦インターチェンジ間が延伸した。
2006年（平成18年）3月20日、平成の大合併が進められる中で、富浦町と富山町・三芳村・丸山町・和田町・千倉町・白浜町が合併して南房総市が発足した。これに先立つ2月26日に閉町式が行われた。なお、南房総市役所は、「当面」の措置として旧富浦町役場の建物を利用している。

### 行政区画・自治体沿革
- 1889年（明治22年）4月1日 - 町村制の施行により南無谷村、原岡村、豊岡村、多田良村が合併して平郡富浦村が発足。
- 1897年（明治30年）4月1日 - 平郡が安房郡に編入。
- 1933年（昭和8年）4月3日 - 町制を施行し富浦町（初代）となる。
- 1955年（昭和30年）3月31日 - 八束村と合併し、改めて富浦町（2代目）を新設。
- 2006年（平成18年）3月20日 -富山町、三芳村、丸山町、和田町、千倉町、白浜町と合併し南房総市を新設[1]。同日富浦町廃止。

## 産業
1888年（明治21年）に記された分合取調文書によれば、富浦村となる各村では漁業と農業を営んでいたとされる。
1926年（大正15年）の『安房郡誌』によれば、主要産業は農業で、漁業がこれに次ぐとされる:1047。特筆されているのはビワの栽培で:1047-1048、京浜の市場に出荷され、ことに「南無谷枇杷」が著名であるとされる:1047。また、モモの栽培や畜産も産業として挙げられている:1047。

### 農業
- ビワ - 房州ビワの産地であり[15]、生産日本一[16][17][18]。収穫期には国道127号沿いに直売所が開設され[19]、風物詩となっている[20]。また、ビワ狩りも人気となっている[21]。
- アイリス - 生産日本一[22]。
- カーネーション - カーネーション団地などで生産[23][24]。

### 漁業
ワカメ漁が毎年3月に解禁される。
- 富浦漁港
- 南無谷漁港
- 多田良漁港

## 学校

### 小学校
- 富浦町立富浦小学校
- 富浦町立八束小学校(富浦小学校と合併され廃止)

### 中学校
- 富浦町立富浦中学校

### その他
- 国立 筑波大学附属中学校（東京都文京区）富浦寮
- 千葉県立富浦学園

## 交通

### 鉄道
- 東日本旅客鉄道（JR東日本）
  - 内房線：富浦駅[27]

### 道路
- 国道127号
- 富津館山道路

道の駅
- 道の駅とみうら - 1993年（平成5年）4月22日に登録[28]。1993年（平成5年）11月27日に開業[29][30]。

## 名所・旧跡・観光・祭事・催事

### 名所・旧跡
- 大房岬 - 房総の魅力500選[31]。岬付近では崖地で地層やがけ地固有の植物が観察可能である[32]。1995年（平成7年）4月24日に展望塔が完成し[33]、同年8月に自然公園大会が開催された[34]。
  - 千葉県立大房岬少年自然の家 - 1980年（昭和55年）1月に開設[35]。
- 金気神社 - 風の神様が祭られており、例大祭などでは健康祈願が行われている[36]。
- 釈迦寺 - 千葉県内初のポックリ観音があり[37]、ボケ封じの観音様とも呼ばれて高齢者の参拝者を集めた[38]。
- 岡本城址（豊岡） - 里見氏が聖山一帯に築いた城。
  - 削平地には南手城（みなみてじろ）・北手城（きたてじろ）という名が残っており、北手城があるのが聖山である[11]。南手城は「里見公園」として整備されている[11]。また、南の山麓（東京学芸大学附属大泉学園寮付近）には城主の館が置かれていた[11]。
- 宮本城址（大津） - 里見氏2代里見成義によって築かれたとされる城[39]
- 興禅寺（原岡） - 青岳尼（里見義弘夫人）の墓がある[11]。
- 光厳寺（青木） - 里見義弘の墓がある[11]。

### 祭事・催事
- 人形劇フェスティバル - 影絵から文楽まで人形劇を幅広く上演する演劇祭で[40]、1988年（昭和63年）から開催され[41][42]、1991年（平成3年）9月に「地域イベント賞」優良賞を受賞し[43]、「人形劇の郷づくり事業」全体として自治大臣表彰を受賞した[44]。